# Notophthiracarus zeuktos
Notophthiracarus zeuktos är en kvalsterart som först beskrevs av Wojciech Niedbała 2003.  Notophthiracarus zeuktos ingår i släktet Notophthiracarus och familjen Phthiracaridae. Inga underarter finns listade i Catalogue of Life.